# ブルガリア君主一覧
ブルガリア君主一覧
本項目では、ブルガリアの君主を掲げる。君主の称号は、はじめはハン（汗、Кан）、キリスト教化したボリス1世のときから王（クニャス）、次いでシメオン1世のときから皇帝（はじめはギリシャ語の“バシレウス”、後にスラヴ語の“ツァール”）が用いられた。一般に「ブルガリア王国」と呼ばれる近代ブルガリアでも、独立後の君主の称号は皇帝（ツァール）であった。
- 年号は、在位年を示す。ただし、8世紀頃までのハンたちの在位年はおよそである。

## 伝説上の君主
- アッティラ(Avitokhol, Attila)（伝説では153年 - 453年。史実では445年 - 453年）
- イルニク(Ernakh)（伝説では453年 - 603年。史実では453年 - 503年）

## 第一次ブルガリア帝国（681年 - 1018年）
- ゴストゥン(Gostun)（603年 - 605年)(エルミ家)

### ドゥロ家(Дуло)
－君主号・カン(汗, Кан)
- クブラト(Кубрат, Kubrat)（605年 - 665年）
- バトバヤン(Батбаян, Batbayan) （665年 - 668年）
- アスパルフ(Аспарух, Asparuch)（668年 - 700年頃）

681年、アスパルフは東ローマ帝国のコンスタンティノス4世と講和を結び、自治と植民を認められる。
- テルヴェル(Тервел, Tervel)（700年頃 - 721年）
- コルメシイ(Кормесий, Kormesij)（721年 - 738年）
- セヴァル(Севар, Sevar)（738年 - 753年）

### ヴォキル（ウキル）家(Вокил)
－君主号・カン(汗, Кан)
- コルミソシュ(Кормисош, Kormisoš)（753年 - 756年）
- ヴィネフ(Винех, Vinech)（756年 - 760年）
- テレツ(Телец, Teletz)（760年 - 763年）(ウガイン家Угаин)
- サビン(Сабин, Sabin)（763年 - 766年）(ヴォキル家)
- ウモル(Умор, Umor)（766年8月-9月）(ヴォキル家)
- トクトゥ(Токту, Toktu)（766年 - 767年）(ウガイン家)
- パガン(Паган, Pagan)（767年 - 768年）(家系不明)
- テレリグ(Телериг, Telerig)（768年 - 777年）(家系不明)

### ドゥロ家(クルム家 Крум)
－君主号・カン(汗, Кан, - 864年)/ 王(Княз, Knjaz, 864年 - 913年)/ 皇帝(Цар, Tsar, 913年 - 1018年)
- カルダム(Кардам, Kardam)（777年 - 803年）
- クルム(Крум, Krum)（803年 - 814年）
- ドクム(Докум, Dokum)（814年 - 815年。ディツェヴグ、オムルタグと共治）
- ディツェヴグ(Диценг, Decevg)（814年。ドクム、オムルタグと共治）
- オムルタグ(Омуртаг, Omurtag)（814年 - 831年。ドクム、ディツェヴグと共治）
- マラミル(Маламир, Maramir)（831年 - 852年、プレシアンと共治）
- プレシアン(Пресиян, Presian)（836年 - 852年、マラミルと共治。また、マラミルとの同一人物説あり）
- ボリス1世(Борис I - Михаил, Boris I-Mikhail)（852年 - 889年）
- ヴラディーミル (ラサテ)(Владимир - Расате, Vladimir - Rasate)（889年 - 893年）
- シメオン1世(Симеон I, Symeon I)（893年 - 927年）

913年、皇帝(Цар, Tsar / Василевс = Βασιλεύς)即位。
- ペタル1世(Петър I, Petăr I)（927年 - 967年）
- ボリス2世(Борис II, Boris II)（967年 - 971年）
- ロマン(Роман, Roman)（972年 - 997年。976年からはサムイルと共治）

### サムイル家(Самуил)
－コミトプリ家（Комитопули, Komitopuli「伯の息子達」）〜「西ブルガリア王国」ないし「（中世）マケドニア王国」－君主号・皇帝(Цар, Tsar, 976年 - 1018年)
- サムイル(Самуил, Samuil)（976年 - 1014年。997年まではロマン1世と共治）
- ガヴリル・ラドミール(Гавраил Радомир, Gavril Radomir)（1014年 - 1015年）
- イヴァン・ヴラディスラフ(Иван Владислав, Ivan Vladislav)（1015年 - 1018年）

（東ローマ帝国支配・「テマ・ブルガリア」，1018年 - 1185年）
サムイル家の血をひく反乱指導者
- ペタル・デリャン(ペタル2世)(Петър (ІІ) Делян, Petăr (II) Deljan)（1040年 - 1041年）
- コンスタンティン・ボディン(ペタル3世)(Константин Бодин - Петър III , Konstantin Bodin-Petăr (III))（1072年）

## 第二次ブルガリア帝国（1185年 - 1396年）

### アセン家(Асеневци)
－君主号・皇帝(Цар, Tsar)
- ペタル4世(Петър IV- Теодор, Petăr II(IV))（1185年/86年 - 1187年/90年）
- イヴァン・アセン1世(Иван Асен I - Белгун, Ivan Asen I - Belgun)（1187年/90年 - 1196年）
- イヴァンコ(Иванко, Ivanko)(1196年)（帝位簒奪者）
- ペタル4世（復位、1196年 - 1197年）
- カロヤン(Калоян, Kalojan)（1197年 - 1207年）
- ボリル(Борил, Boril)（1207年 - 1218年）
- イヴァン・アセン2世(Иван Асен II, Ivan Asen II)（1218年 - 1241年）
- カリマン(コロマン)1世(Калиман I Асен, Koloman Asen I)（1241年 - 1246年）
- ミハイル2世・アセン(Михаил II Асен, Mikhail II Asen)（1246年 - 1256年）
- カリマン(コロマン)2世(Калиман II, Koloman Asen II)（1256年 - 1257年）
- コンスタンティン・ティフ(Константин I Тих Асен,  Konstantin Tich Asen)（1257年 - 1277年） この間様々な対立君主。
- イヴァイロ(Ивайло, Ivajlo Lachanas)（1277年 - 1279年）
- イヴァン・アセン3世(Иван Асен III Мицо, Ivan Asen III Mitso)（1279年 - 1280年）

### テルテル家(Тертеровци)
－君主号・皇帝(Цар, Tsar)
- ゲオルギ1世テルテル(Георги I Тертер, Georgi I Terter)（1280年 - 1292年）
- スミレツ(Смилец, Smilec)（摂政、1292年 - 1298年）(外戚)
- イヴァン2世（Иван II, Ivan II）（1298年 - 1299年）
- チャカ(Чака, Čaka)（1299年 - 1300年）(ジョチ・ウルス出身)
- テオドル・スヴェトスラフ(Теодор Светослав, Teodor Svetoslav)（1300年 - 1322年）
- ゲオルギ2世テルテル(Георги II Тертер, Georgi II Terter)（1322年-1323年）

### シシュマン－アセン家(Шишмановци-Асеневци)
－君主号・皇帝(Цар, Tsar)
- ミハイル3世シシュマン(Михаил III Шишман, Mikhail III Šišman)（1323年 - 1330年）
- イヴァン・ステファン(Иван Стефан, Ivan Stefan)（1330年 - 1331年）
- イヴァン・アレクサンダル(Иван Александър, Ivan Aleksandăr)（1331年 - 1371年）
- イヴァン・シシュマン(Иван Шишман, Ivan Šišman)（1371年 - 1393年）
- イヴァン・スラツィミル(Иван Срацимир, Ivan Sracimir)（1356年 - 1396年）(ヴィディン公)

(1393年ヴェリコ・タルノヴォ、1396年ヴィディン陥落、以降オスマン帝国支配-1878年)
- コンスタンティン(2世)・アセン・シシュマン・スラツィミル(Константин II Асен Шишман Срацимир, Konstantin II Asen Šišman Sracimir) (1396年 – 1422年) （ヴィディン公・帝位称号保有者）

## 大ブルガリア公国（1879年 - 1908年）
1878年、サン・ステファノ条約によってブルガリアに自治権が認められる。

### バッテンベルク家
- アレクサンダル(Aleksandăr)（1879年 - 1886年）

### サクスコブルクゴツキ家
- フェルディナンド(Ferdinand I)（1887年 - 1908年）

## ブルガリア王国（1908年 - 1946年）
1908年、オスマン帝国で起きた青年トルコ革命に乗じ、ブルガリア公フェルディナンドはブルガリア国王フェルディナンド1世として即位した。

### サクスコブルクゴツキ家
- フェルディナント（1908年 - 1918年）
- ボリス3世(Boris III)（1918年 - 1943年）
- シメオン2世(Symeon II)（1943年 - 1946年）

1946年、シメオン2世が廃位され、共和制（ブルガリア人民共和国）となる。なお、シメオン2世はその後「シメオン・サクスコブルクゴツキ」（身分的には民間人政治家）として、2001年から4年間ブルガリア共和国首相を務めた。